# High Kelling
High Kelling is een civil parish in het bestuurlijke gebied North Norfolk, in het Engelse graafschap Norfolk met 536 inwoners.